# Bill Condon
Bill Condon (New York, 1955. október 22. –) Oscar-díjas amerikai            forgatókönyvíró és filmrendező. 
Ő írta a Chicago, az Érzelmek tengerében, a Kinsey és a Dreamgirls forgatókönyvét, utóbbi három filmet rendezőként is jegyzi.

## Élete és pályafutása
Ír katolikus családban született New Yorkban, édesapja rendőr volt. A manhattani Regis High School középiskolában végzett, majd a Columbia Egyetem filozófia szakán diplomázott. 1976-ban Los Angelesbe költözött, ahol az American Film és a Millimeter című magazinok számára írt cikkeket. Egyik cikkét olvasva bukkant rá Michael Laughlin producer, akivel elkezdtek együtt dolgozni. Condon 1981-ben debütált forgatókönyvíróként a Strange Behavior című thrillerrel. Rendezőként az első filmje az 1997-es Sister, Sister című horrorfilm volt. Egyik filmje sem hozott átütő sikert, Condon 1991 és 1994 között főleg televíziós filmeket forgatott, de olyan színészekkel dolgozott együtt, mint Gwyneth Paltrow, Gregory Hines vagy Pierce Brosnan.
1999-ben végül az Érzelmek tengerében című dráma (Ian McKellennel és Brendan Fraserrel a főszerepben) hozta meg neki az átütő szakmai sikert: a film forgatókönyvéért Oscar-díjat kapott. 2003-ban a Chicago című zenés film forgatókönyvéért újra Oscarra jelölték. 2006-ban került a mozikba a kasszáknál is jól teljesítő, több mint 154 millió dollárt jövedelmező Dreamgirls című musicalfilm, Beyoncé Knowles, Jamie Foxx, Jennifer Hudson és Eddie Murphy főszereplésével, melyet nyolc Oscar-díjra jelöltek.
2011-ben kerül mozikba az Alkonyat-sorozat Condon által rendezett negyedik része, az Alkonyat – Hajnalhasadás.
Homoszexualitását nyíltan vállalja.

## Filmográfia

### Film
| Év   | Magyar cím                        | Eredeti cím                               | Feladatkör | Feladatkör | Feladatkör   |
| Év   | Magyar cím                        | Eredeti cím                               | Rendező    | Író        | Producer     |
| ---- | --------------------------------- | ----------------------------------------- | ---------- | ---------- | ------------ |
| 1981 |                                   | Strange Behavior                          | Nem        | Igen       | Társproducer |
| 1983 |                                   | Strange Invaders                          | Nem        | Igen       | Nem          |
| 1987 |                                   | Sister, Sister                            | Igen       | Igen       | Nem          |
| 1991 | Trükkös halál 2.                  | F/X2                                      | Nem        | Igen       | Nem          |
| 1995 | Kampókéz 2.                       | Candyman: Farewell to the Flesh           | Igen       | Nem        | Nem          |
| 1998 | Érzelmek tengerében               | Gods and Monsters                         | Igen       | Igen       | Nem          |
| 2002 | Chicago                           | Chicago                                   | Nem        | Igen       | Nem          |
| 2003 | Ördögi út a boldogsághoz          | Shortcut to Happiness                     | Nem        | Igen       | Nem          |
| 2004 | Kinsey                            | Kinsey                                    | Igen       | Igen       | Nem          |
| 2006 | Dreamgirls                        | Dreamgirls                                | Igen       | Igen       | Nem          |
| 2011 | Alkonyat: Hajnalhasadás – 1. rész | The Twilight Saga: Breaking Dawn – Part 1 | Igen       | Nem        | Nem          |
| 2012 | Alkonyat: Hajnalhasadás – 2. rész | The Twilight Saga: Breaking Dawn – Part 2 | Igen       | Nem        | Nem          |
| 2013 | A WikiLeaks-botrány               | The Fifth Estate                          | Igen       | Nem        | Nem          |
| 2015 | Mr. Holmes                        | Mr. Holmes                                | Igen       | Nem        | Nem          |
| 2017 | A szépség és a szörnyeteg         | Beauty and the Beast                      | Igen       | Nem        | Nem          |
| 2017 | A legnagyobb showman              | The Greatest Showman                      | Nem        | Igen       | Nem          |
| 2019 | A hazugság művészete              | The Good Liar                             | Igen       | Nem        | Igen         |
| 2021 | Máshonnan jöttek                  | Come from Away                            | Nem        | Nem        | Igen         |
| 2025 |                                   | Kiss of the Spider Woman                  | Igen       | Igen       | Vezető       |

### Televízió
| Év   | Magyar cím                     | Eredeti cím              | Feladatkör | Feladatkör | Feladatkör | Megjegyzések       |
| Év   | Magyar cím                     | Eredeti cím              | Rendező    | Producer   | Író        | Megjegyzések       |
| ---- | ------------------------------ | ------------------------ | ---------- | ---------- | ---------- | ------------------ |
| 1991 | 101-es gyilkosság              | Murder 101               | Igen       | Nem        | Igen       | tévéfilm           |
| 1991 |                                | White Lie                | Igen       | Nem        | Nem        | tévéfilm           |
| 1991 |                                | Dead in the Water        | Igen       | Nem        | Nem        | tévéfilm           |
| 1993 | Halálos rokonság               | Deadly Relations         | Igen       | Nem        | Nem        | tévéfilm           |
| 1995 | Az ember, aki nem tud meghalni | The Man Who Wouldn't Die | Igen       | Igen       | Nem        | tévéfilm           |
| 2000 | Másvilág                       | The Others               | Igen       | Nem        | Nem        | 1 epizód           |
| 2010 | The Big C – A nagy C           | The Big C                | Igen       | Vezető     | Nem        | rendező (1 epizód) |
| 2011 |                                | Tilda                    | Igen       | Vezető     | Nem        | tévéfilm           |

## Díjak és jelölések
Strange Invaders (1983)
- Jelölés – Szaturnusz-díj a legjobb forgatókönyvírónak

Érzelmek tengerében (1998)
- Megnyert díj – Oscar-díj a legjobb adaptált forgatókönyvnek

Chicago (2002)
- Jelölés – Oscar-díj a legjobb adaptált forgatókönyvnek
- Jelölés – Golden Globe-díj a legjobb forgatókönyvnek

Alkonyat: Hajnalhasadás – 1. rész (2011)
- Jelölés – Arany Málna díj a legrosszabb rendezőnek

Alkonyat: Hajnalhasadás – 2. rész (2012)
- Megnyert díj – Arany Málna‑díj a legrosszabb rendezőnek